# SH-02A
docomo STYLE series SH-02A（ドコモ スタイル シリーズ エスエイチ ゼロ にー エー）は、シャープによって開発された、NTTドコモの第三世代携帯電話 (FOMA) 端末である。docomo STYLE seriesの端末。

## 概要

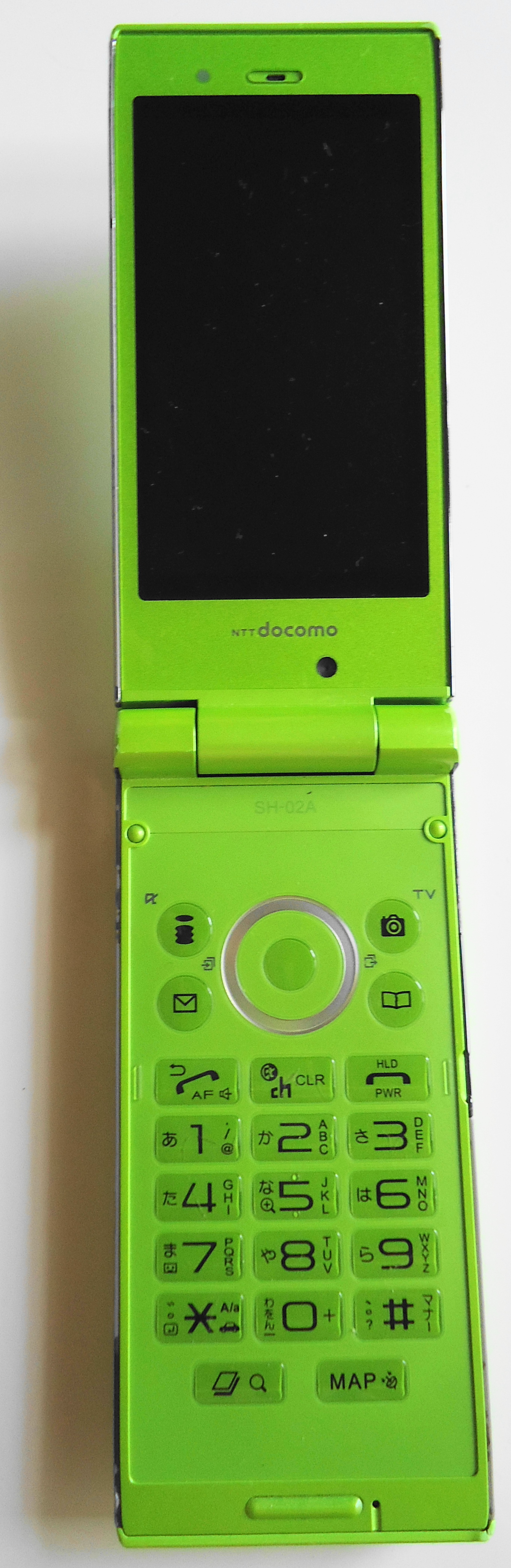
SH-02A(LimeGreen)開いた状態

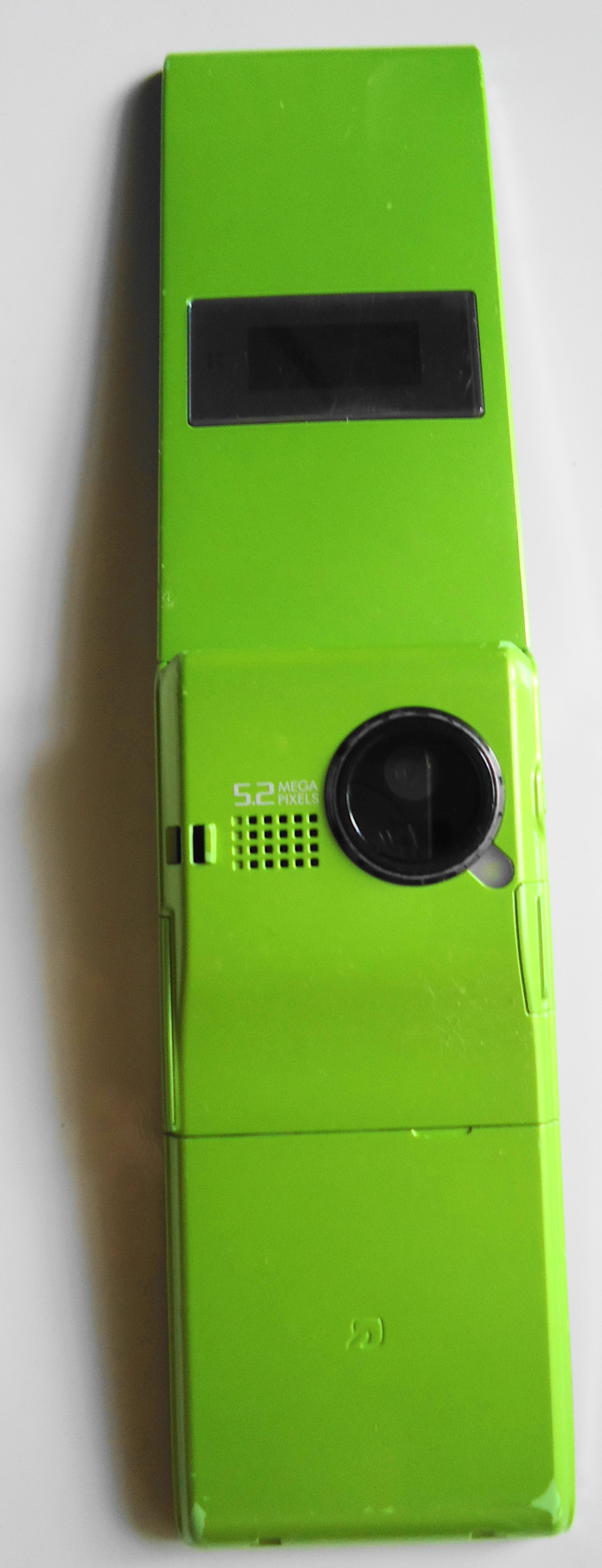
SH-02A(LimeGreen)開いた状態の裏面

ミドルレンジを担う、シャープのdocomo STYLE seriesの端末。NTTドコモ向けでは史上最多の8色展開である。 先代機種はSH706i。
コンパクトな折り畳み型に、3.0インチフルワイドVGA液晶や顔認識対応AF付き約520万画素CMOSカメラ、ワンセグ、FeliCa、GPS、3.6MbpsFOMAハイスピードという旧90xiシリーズに近い充実の機能を搭載する。
サブディスプレイの有機ELは、近年では1色表示にしか対応していないモデルが多い中約6万5536色の多色表示を採用している。
新サービスでは、iコンシェル、iウィジェット、iアプリオンラインには非対応。また、シャープの2008年冬モデル端末では唯一GSMローミングに対応しない。
| 主な対応サービス                   | 主な対応サービス                                                    | 主な対応サービス                       | 主な対応サービス                                 |
| ---------------------------------- | ------------------------------------------------------------------- | -------------------------------------- | ------------------------------------------------ |
| タッチパネル                       | FOMAハイスピード3.6Mbps                                             | Bluetooth                              | DCMX／おサイフケータイ                           |
| iアプリオンライン／地図アプリ      | 直感ゲーム／メガiアプリ                                             | iウィジェット                          | マチキャラ／iコンシェル                          |
| ホームU／ポケットU                 | GPS／ケータイお探し                                                 | デコメール／デコメ絵文字／デコメアニメ | iチャネル                                        |
| 着もじ／プッシュトーク             | テレビ電話／キャラ電                                                | 電話帳お預かりサービス                 | フルブラウザ                                     |
| おまかせロック／バイオ認証         | 外部メモリーへiモードコンテンツ移行／ユーザーデータ一括バックアップ | トルカ                                 | iC通信／iCお引越しサービス                       |
| きせかえツール／ダイレクトメニュー | バーコードリーダ／名刺リーダ                                        | 2in1                                   | エリアメール／ソフトウェアーアップデート自動更新 |
| GSM／3Gローミング（WORLD WING）    | 着うたフル／うた・ホーダイ                                          | Music&Videoチャネル／ビデオクリップ    | デジタルオーディオプレーヤー(WMA)(AAC)           |

1. ↑  ITmedia +D Mobile 写真で解説する「SH-02A」 (1/2)
2. ↑  Flash Video非対応。
3. ↑  BモードのメールはWebメールとなる。

## 歴史
- 2008年10月30日 - 電気通信端末機器審査協会 (JATE) 通過。
- 2008年11月5日 - F-01A・F-02A・F-03A・F-04A・N-01A・N-02A・N-03A・N-04A・P-01A・P-02A・P-03A・P-04A・P-05A・SH-01A・SH-02A・SH-03A・SH-04A・L-01A・HT-01A・HT-02A・Nokia E71・BlackBerry Boldの開発を発表。
- 2008年12月26日 - 発売開始。

## 不具合
2009年5月15日に以下の不具合の修正がソフトウェアの更新でなされた。
- フルブラウザで特定画像を保存しようとすると待受画面に戻る場合がある
- きせかえツールにて「シンプル (Simple) 」に設定すると、メニューの「電話帳を表示」から電話帳が開けない